# Lonchodes amaurops
Lonchodes amaurops är en insektsart som beskrevs av John Obadiah Westwood 1859.
Lonchodes amaurops ingår i släktet Lonchodes och familjen Phasmatidae. Inga underarter finns listade i Catalogue of Life.